# Barbariga (Italien)
Barbariga ist eine norditalienische Gemeinde (comune) mit 2323 Einwohnern (Stand 31. Dezember 2023) in der Provinz Brescia in der Lombardei. Die Gemeinde liegt etwa 17 Kilometer südsüdwestlich von Brescia.

## Sehenswürdigkeiten
- Sante Cattaneo, Rosenkranzmadonna zwischen den Heiligen Dominikus von Guzmán und Katharina von Siena und Letztes Abendmahl, Pfarrkirche von San Vito.